# Алфьоровка (Новосибірська область)
Алфьоровка (рос. Алфёровка) — присілок у Купинському районі Новосибірської області Російської Федерації.
Входить до складу муніципального утворення Метелевська сільрада. Населення становить 109 осіб (2010).

## Історія
Згідно із законом від 2 червня 2004 року органом місцевого самоврядування є Метелевська сільрада.

## Населення
| 2002 | 2007 | 2010 |
| ---- | ---- | ---- |
| 199  | ↘154 | ↘109 |